# Йорданка Холевич
Йорданка Василева Холевич е българска фолклористка, литературоведка и културна антроположка. Доцент по фолклористика от СУ „Св. Климент Охридски“, заместник-декан на Факултета по славянски филологии (1984 – 1989 г.), ръководител на Катедрата по българска литература (1993 – 1999 г.). Дългогодишен директор на Летния семинар по български език и култура за чуждестранни българисти и слависти при СУ „Св. Климент Охридски“ (1992 – 2001 г.)

## Биография
Родена на 15 март 1942 г. в Каварна в семейството на видния юрист, директор на каварненската гимназия и деец на Българското културно общество в Каварна Васил З. Холевич и учителката по химия Гинка Холевич. Правнучка на добруджанския политик и чифликчия хаджи Васил Холевич.
Завършила е средно образование в Добрич (1959 г.), а след това висше – специалност „Българска филология“ в СУ „Св. Климент Охридски“. Специализирала е в Букурещкия университет при професор Ротару и в Института за фолклор, Букурещ, при професор М. Поп (1978 – 1980). Участва в Париж в работната група на професор Алгирдас Греймас.
От 1976 година е доктор, със защита на дисертация на тема: „П.Р. Славейков и народното поетично творчество“. Във Факултета по славянски филологии работи от 1965 г. като хоноруван асистент, от 1970 до 1980 г. е редовен асистент по българска възрожденска литература при проф. Петър Динеков. От 1980 г. Йорданка Холевич е доцент по фолклористика. Занимавала се е с изследвания в областта на фолклора, литературата и антропологията. Организирала е експедиции със студенти за изучаване на културното минало на Добруджа. 
От 1990 г., първо чрез курсовете за свободноизбираема подготовка, а от 1994 г. като редовни учебни дисциплини, въвежда преподавания и чете лекции по антропология на българите, антропология на балканските народи и антропология на славянските народи. От 1996 г. е ръководител на магистърска програма „Антропология и филология“ при Факултета по славянски филологии на Софийския университет.
Лектор по български език и култура във Франция (Лион) 1980 – 1984. Заместник-декан на ФСФ – 1984 – 1989 г. Ръководител на Катедрата по българска литература при СУ „Св. Климент Охридски“, 1993 – 1999. Директор на Летния семинар по български език и култура за чуждестранни българисти и слависти при СУ „Св. Климент Охридски“, 1992 – 2001.
Член на ФС на ФСФ при Софийския университет, на научния съвет на Центъра за славяно-византийски проучвания „Академик Иван Дуйчев“, на специализирания съвет по литературознание и на филологическата комисия при ВАК.

## Избрани трудове:
- Проблеми на българската възрожденска култура, изд. Наука и изкуство, С., 1986.
- Към въпроса за художествения образ в българския юнашки епос. // Славистични изследвания, т. 3, С., 1973, 358 – 370.
- Фолклорът и литературните жанрове през Възраждането. // Литературна мисъл, 1976, № 5, 73.
- По законите на фолклорната поетика – „Изворът на белоногата“. // Български фолклор, 1976, № 3 – 4, 17 – 32.

- При извора на вечната младост (П. Р. Славейков и народното творчество). // Българската литература и народното творчество. София, 1977.
- Фолклорът и българското общество през ХІХ в. // Фолклор и общество (Проблеми на българския фолклор, т.3). С., 1977.
- Фолклорът и съвременната българска белетристика. // Славянска филология. т.16, С., 1978
- Фолклорният словесен образ в литературен контекст. // Език и поетика на българския фолклор. С., 1980.
- Песните на „големия преход“ във фолклора на балканските народи (в съавторство с Т. Ангелиева), // Български фолклор, VІ, 1980, № 4, с. 10 – 24.
- Литературната реставрация на фолклорния факт. // Фолклор и история (Проблеми на българския фолклор, т.6). С, 1982.
- С ритъма на народната младост и волност. Фолклорни мотиви в творчеството на Багряна. // Литературознание и фолклористика. С., 1983, 464 – 470.
- Устността – проблем на литературния текст. // Славянска филология. т.18 (Литературознание и фолклор), С., 1983.
- Фолклорът и културата на ХХ в. // Втори международен конгрес по българистика (Доклади). т. 15 (Фолклор), С., 1988, 272 – 278.
- Етносите и културните езици на нацията. // Етносите и нацията – сходства и различия. С., 1995.
- Bulgaria: A Land on a Crossroads. // Българистични студии. С., 1995.
- Словесните маски на Швейк. // Ненаситният ловец (Сборник в чест на 70-год. от рождението на проф. Зденек Урбан). С., 1995
- Чифликът и границата. // Поглед в Йовковия свят. Д., 1996.
- Българският език – език-посредник. // Българска реч, 1996, № 3.
- Литературна антропология и постмодернизъм. // Литературата и литературната наука днес. С., 1996.
- Mental Structures and Education. // Educational Problems in the Regions with Mixed Population. Sofia, 1997.
- Отвъд разрухата („Тютюн“ на Димитър Димов). // Съвременни прочити на класиката. Нови изследвания върху българската литература. С., 1998.
- Селската цивилизация. // Език. Литература. Идентичност. С., 1999, 7 – 12.
- Фолклорът – един модернистичен проект. // Фолклор, идентичност, съвременност. Проблеми на българския фолклор, т. 10, С., 2005